# Принц из Ел Еја
Принц из Ел Еја је босанскохерцеговачка хумористичка телевизијска серија из 2023. године.
Од 10. децембра 2023 године се емитује на каналима МY TV БХ Телеком и Федералној телевизији.

## Радња
У фокусу серије је Мики, који се са супругом Кејт враћа из Америке у БиХ након много година.
Након што купи локалну телевизију која пушта старе спотове, међу којима је и његов једини хит, Мики покуша да оживи никад покренуту музичку каријеру.
Он је као нов: затегнут, утегнут, има сјајну Американку Кејт поред себе чији је тата тексашки богаташ.
Он је Кејт убедио да је код куће био звезда, али у Сарајеву га готово нико не зна, изузев рођене тетке, што због тога што је изоперисан и замрзнут у времену, што због тога што никада није ни био звезда. Мики се у Америци није само оперисао, већ се заразио и оптимизмом, па креће у освајање домаћег медијског простора.
Одлучује да купи локалну телевизију која често пушта спотове старе 30 година, међу којима је и његов једини хит Голубови мира. Помажући Микија да води телевизију, Кејт покушава да схвати Босанце и Херцеговце. Уз подршку запослених нерадника Телевизије Кобиља глава Сокола, Злате и професора, мисија је осуђена на пропаст...

## Улоге
| Глумац                  | Улога |
| ----------------------- | ----- |
| Aлен Муратовић          | Мики  |
| Надине Мичић            | Кејт  |
| Медиха Муслиовић        |       |
| Мирвад Курић            |       |
| Моамер Касумовић        |       |
| Џана Пињо               |       |
| Марио Дрмаћ             |       |
| Емир Зумбул Капетановић |       |
| Славен Видак            |       |
| Сабит Сејдиновић        |       |
| Минка Муфтић            |       |
| Марио Кнезовић          |       |
| Амила Терзимехић        |       |
| Санела Пепељак          |       |
| Адмир Шеховић           |       |
| Низар Златар            |       |
| Рија Бранковић          |       |
| Един Авдагић            |       |
| Адмир Жунић             |       |

## Преглед серије
| Сезона | Сезона | Епизоде | Епизоде | Оригинално емитовање | Оригинално емитовање |
| Сезона | Сезона | Епизоде | Епизоде | Премијера            | Финале               |
| ------ | ------ | ------- | ------- | -------------------- | -------------------- |
|        | 1.     | 12      | 12      | 10. децембар 2023.   | јануар 2024.         |